# Petros Gkaidatzis
Petros Gkaidatzis (grekiska: Πέτρος Γκαϊδατζής), född 25 november 2000, är en grekisk roddare.

## Karriär
I maj 2023 vid EM i Bled tog Gkaidatzis brons tillsammans med Antonios Papakonstantinou i lättvikts-dubbelsculler.